# Reserva Islas de San Felipe
La reserva Islas de San Felipe es un área protegida ubicada a poca distancia de las localidades de Renca y Naschel, en el departamento Chacabuco, al noreste de la provincia de San Luis, en la región central de la Argentina. Se trata de dos islotes ubicados en el interior del espejo de agua formado por el Dique San Felipe, cuya superficie total alcanza las 5 ha.. El objetivo de creación fue preservar el hábitat de cría y nidificación de aves acuáticas.

## Características generales
En el año 1990, se estableció la protección sobre dos islotes ubicados en el interior del lago formado por el Dique San Felipe. En el año 2004, la legislatura de la provincia de San Luis sancionó la ley provincial n.° IX-0309-2004 (5421) mediante la cual se creó el Sistema de Áreas Naturales Protegidas de la provincia, con el objeto de preservar sitios destacados por la riqueza de su patrimonio natural o cultural. Entre las áreas protegidas se incluyó bajo el nombre Isla de los Pájaros y de Los Conejos el área llamada Islas de San Felipe.
Los islotes se encuentran a unos 200 m de distancia de la costa del lago.

## Flora
La cubierta vegetal de los islotes es típica de la ecorregión chaco árido y similar a la presente en las zonas representativas de las Sierras de San Luis. Los ejemplares de chañar (Geoffroea decorticans) alternan con arbustos de chilca (Baccharis salicifolia) y tamarisco (Tamarix gallica), bajo los que se desarrollan pastizales de herbáceas como la paja brava (Stipa brachychaeta) y la paja blanca (Nassella tenuissima).

## Fauna

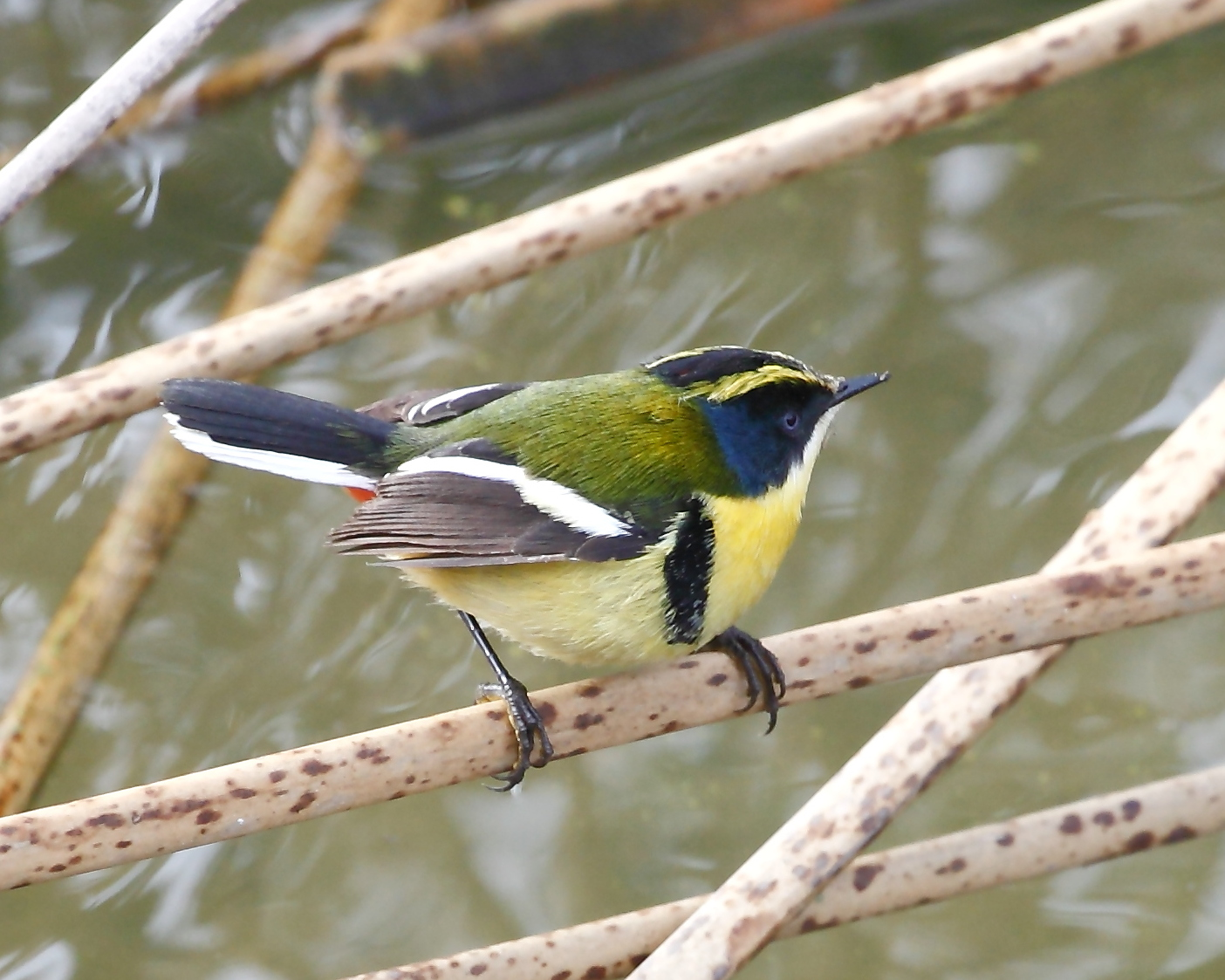
Sietecolores de laguna (Tachuris rubrigastra)

La fauna destacable está constituida por aves de ambiente acuático. Se destacan el cisne cuello negro (Cygnus melancoryphus), el ganso blanco (Coscoroba coscoroba), varios patos como el maicero (Anas georgica) y el overo (Anas sibilatrix), varias garzas como la mora (Ardea cocoi) y la blanca (Ardea alba) y el cuervillo de cañada (Plegadis chihi) que forman grandes poblaciones. Otras aves significativas son el flamenco (Phoenicopterus chilensis), el chajá (Chauna torquata) y varias especies de pájaros cantores como el sietecolores de laguna (Tachuris rubrigastra), el tordo ala amarilla Agelasticus thilius y el junquero (Phleocryptes melanops).

## Amenazas
Los deportes, el campamentismo y la pesca en el lago, actividades ampliamente promocionadas por las autoridades locales, representan una amenaza potencial a la preservación del hábitat de las aves, especialmente en las etapas de nidificación y cría.

Esta amenaza se agrava por el hecho de que la entidad a cargo de la gestión del dique determinó que las tierras del perilago —a unos 200 m de distancia de los islotes en su parte más cercana—, son comercializables y las ofrece para el desarrollo de proyectos, que, sin un control estricto, podrían causar un gran impacto negativo.